# تقويم فلكي

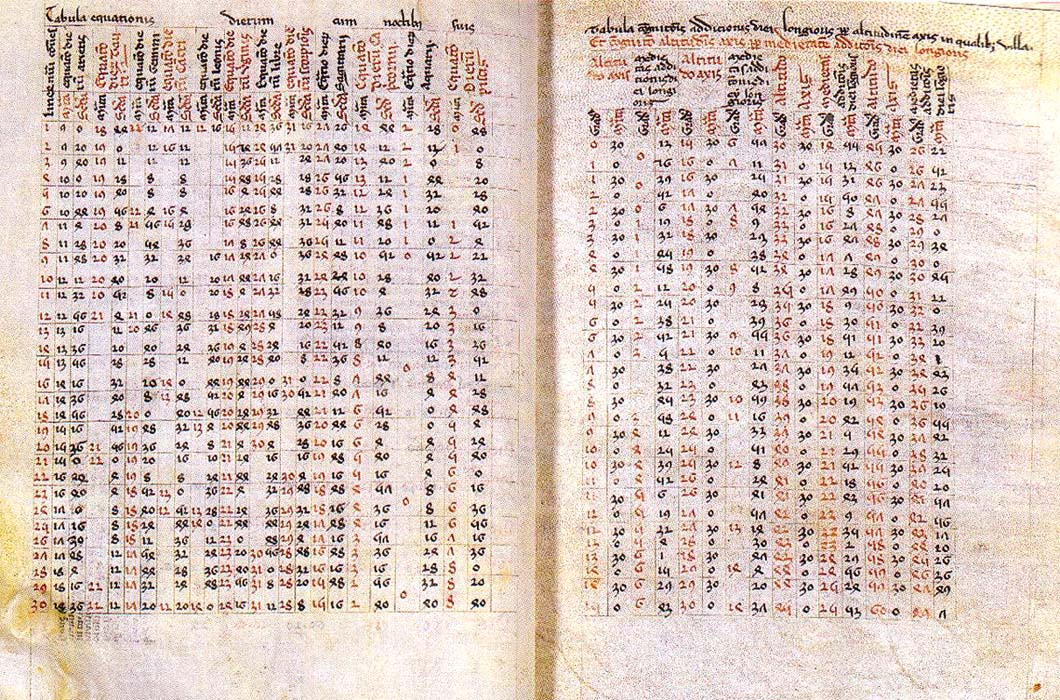

التقويم الفلكي (بالفرنسية: Éphémérides)‏ و (بالإنجليزية: Ephemeris)‏ (من اللفظة اليونانية ἐφημερίς، وتعني يوميات، وجدول) يعني في علم الفلك الجداول الفلكية التي بها نحدد، عن كل يوم، قيمة قياس مميز لجسم سماوي، لاسيما مواقع الكواكب وأقمارها الاصطناعية، ومواقع القمر والشمس والنجوم والمذنبات.
ويشترك علم الفلك وعلم التنجيم في استخدام التقويم الفلكي ويختلف علم الفلك وعلم التنجيم عن بعضهما تماما.
في العلوم الطبيعية علم الفلك هو دراسة الأجرام السماوية والملاحظات والظواهر في السماء ليلا. الانضباط القديم لعلم الفلك هو الأسلوب الرئيسي من حساب التاريخ والوقت. والنجوم في النظام الشمسي التي هي مصدر الضوء الذي يضيء كوكب الأرض، وفترة دوران الأرض التي تدور حول نفسها وحول الشمس دوران متوازن طردي حتى ينظم مواسم الطقس المتعددة على سطح الأرض، ويتم رصد هذا الجمع وتسجيلها من قبل التقويم الشمسي النجمي كبقية النجوم بالمجرة.